# Al Israel
Pour les articles homonymes, voir Israël (homonymie).
Al Israel (16 avril 1935 - 16 mars 2011) est un acteur américain qui a souvent été remarqué pour avoir interprété des petits rôles secondaires, dont le plus connu est celui révélé dans Scarface de Brian De Palma où il incarne le fameux narcotrafiquant colombien nommé Hector  « The Toad » (le Crapaud), dans la scène de la tronçonneuse qui reste à jamais l'une des scènes les plus violentes du film.

## Filmographie

### Cinéma
- 1982 : Le Soldat : Tireur #1
- 1983 : Scarface : Hector « The Toad » (le Crapaud)
- 1984 : Tendres Années (Old Enough) : Propriétaire de la Bodega
- 1984 : Body Double : Corso
- 1990 : Désigné pour mourir : Tito Barco
- 1993 : L'Impasse : Rolando
- 1994 : Confessions of a Hitman : Frank
- 1994 : Drop Zone : Schuster Stephens
- 1995 : Esprits rebelles : Mr. Santiego
- 1996 : Driven : Juanita
- 1998 : Dérapages (en) (Broken Vessels) : Détective McMahon
- 2000 : Attention Shoppers : Carlos
- 2003 : Klepto (en) : Vendeur de montres
- 2004 : Three Way (Kidnapping) : Caissier

### Télévision
- 1985 : Deux Flics à Miami : Guzman (1 épisode)
- 1985 : Droit de vengeance (Streets of Justice) (téléfilm) : Colombien
- 1985 : Alfred Hitchcock présente : Coroner (1 épisode)
- 1986 : Capitaine Furillo : Al Biomonte (1 épisode)
- 1986 : Rick Hunter : Frank Corona (1 épisode)
- 1987 : Mr. Gun : Tueur à gages (1 épisode)
- 1988-1996 : Des jours et des vies : Capitaine Carlos Lacamara / Procureur (7 épisodes)
- 1989 : Flic à tout faire (en) (Hooperman) : Lovelace (1 épisode)
- 1991 : Marilyn and Me (téléfilm) : Docteur
- 1991 : Enquêtes à Palm Springs : Colonel Escobar (1 épisode)
- 1995 : Mike Land, détective (en) (Land's End) : Opérateur de cinéma (1 épisode)
- 1995 : Red Shoe Diaries : Armie (1 épisode)
- 1999 : Sept jours pour agir : Employé dans le métro (1 épisode)
- 1999 : Ultime recours : Joey (1 épisode)
- 2007 : The Shield : Jupo Nunez (1 épisode)
- 2008 : Ernesto (téléfilm) : Prêtre de la prison / Doctor